# Craterocephalus gloveri
Craterocephalus gloveri é uma espécie de peixe da família Atherinidae.
É endémica da Austrália.